# Zwyciężczynie konkursów Letniego Grand Prix w skokach narciarskich

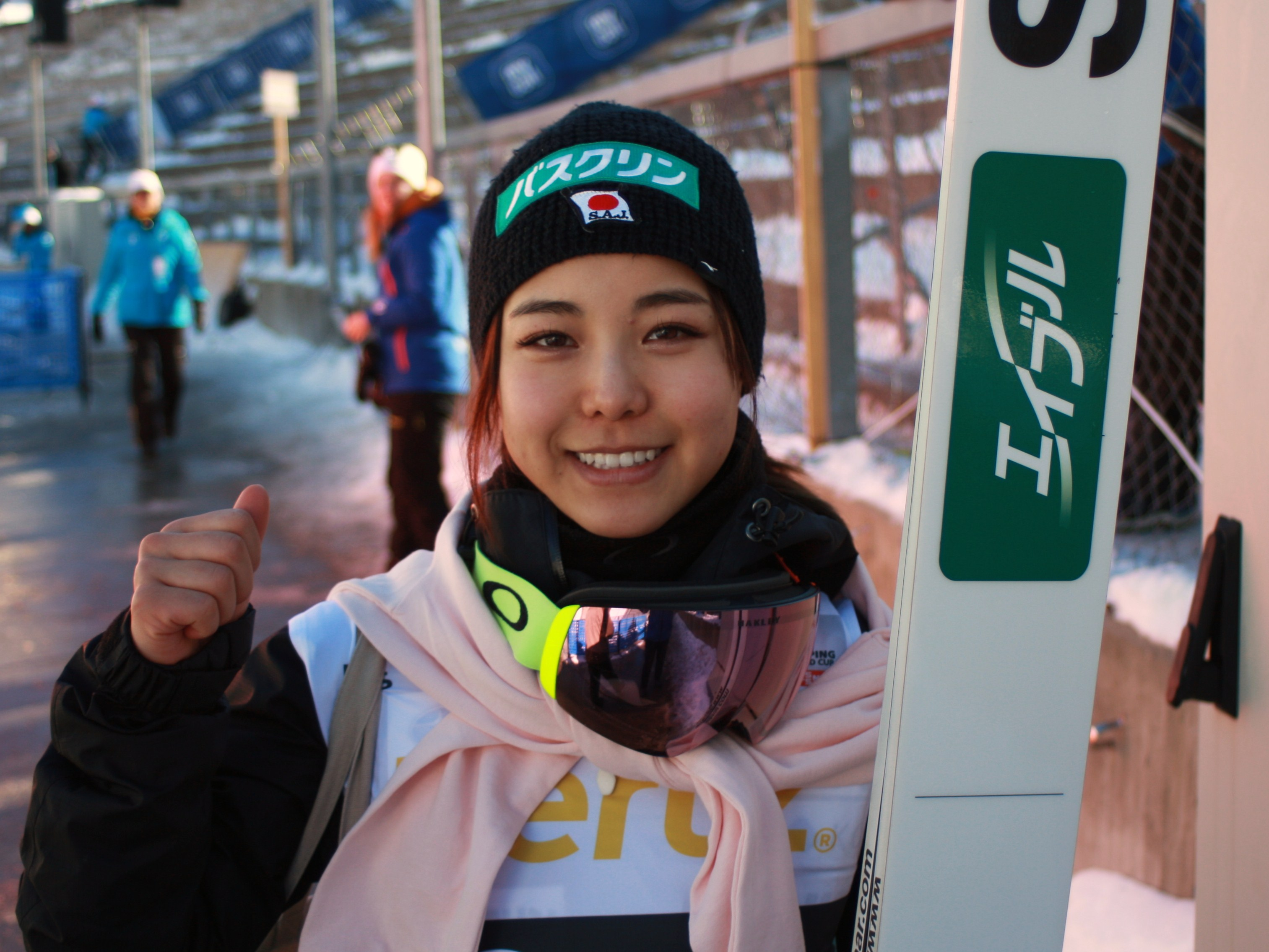
Sara Takanashi – zwyciężczyni 26 indywidualnych konkursów Letniego Grand Prix i ośmiokrotna triumfatorka klasyfikacji generalnej

Zwyciężczynie konkursów Letniego Grand Prix w skokach narciarskich – zestawienie zawodniczek, które przynajmniej raz odniosły zwycięstwo w konkursach indywidualnych bądź drużynowych Letniego Grand Prix kobiet w skokach narciarskich.
Zawody Letniego Grand Prix w skokach narciarskich kobiet organizowane jest każdego lata przez Międzynarodową Federację Narciarską, w miesiącach pomiędzy lipcem a październikiem. Rywalizacja odbywa się na specjalnie przygotowanych do warunków letnich skoczniach pokrytych igelitem.
Pierwszą edycję Letniego Grand Prix kobiet przeprowadzono w 2012 roku (dla porównania zawody tej samej rangi wśród mężczyzn odbywają się od 1994 roku). W 2012, 2013, 2018 i 2019 roku łącznie sześciokrotnie zorganizowano, poza zawodami indywidualnymi, konkursy drużyn mieszanych, w których udział wzięły zespoły złożone z kobiet i mężczyzn. W 2020 roku, w efekcie pandemii COVID-19, odwołano pięć z sześciu zaplanowanych konkursów. W związku z tym, że jedynymi zawodami cyklu był konkurs we Frenštácie pod Radhoštěm, Międzynarodowa Federacja Narciarska podjęła decyzję o nieprzyznawaniu nagrody dla triumfatorki klasyfikacji generalnej.
Wszystkie oficjalne edycje Letniego Grand Prix kobiet w latach 2012–2019 zakończyły się zwycięstwem Sary Takanashi w klasyfikacji generalnej, w edycji z 2021 roku triumf odniosła Urša Bogataj. Takanashi jest również liderką klasyfikacji, jeśli chodzi o zwycięstwa w poszczególnych konkursach – zwyciężyła w 26 z 41 rozegranych konkursów indywidualnych. W zawodach drużyn mieszanych najwięcej zwycięstw odniosła reprezentacja Japonii (trzy wygrane), dwa zwycięstwa odniosła reprezentacja Niemiec, a po jedynym zespoły Austrii i Norwegii. Trzykrotnie w zawodach drużynowych triumf odniosła Sara Takanashi, co jest najlepszym wynikiem wśród kobiet.

## Konkursy indywidualne

### Zwyciężczynie chronologicznie

#### 2012
| Lp.   | Data       | Miejscowość        | Skocznia |         | Zwyciężczyni            | Uwagi | Źr.    |
| ----- | ---------- | ------------------ | -------- | ------- | ----------------------- | ----- | ------ |
| 1 (1) | 15.08.2012 | Courchevel (FRA)   | normalna | Kanada  | Alexandra Pretorius [1] | –     | [ 8 ]  |
| 2 (2) | 17.08.2012 | Hinterzarten (GER) | normalna | Austria | Daniela Iraschko [1]    | –     | [ 9 ]  |
| 3 (3) | 22.09.2012 | Ałmaty (KAZ)       | normalna | Japonia | Sara Takanashi [1]      | –     | [ 10 ] |
| 4 (4) | 23.09.2012 | Ałmaty (KAZ)       | normalna | Japonia | Sara Takanashi [2]      | –     | [ 11 ] |

#### 2013
| Lp.    | Data       | Miejscowość        | Skocznia |          | Zwyciężczyni            | Uwagi | Źr.    |
| ------ | ---------- | ------------------ | -------- | -------- | ----------------------- | ----- | ------ |
| 5 (1)  | 26.07.2013 | Hinterzarten (GER) | normalna | Kanada   | Alexandra Pretorius [2] | –     | [ 12 ] |
| 6 (2)  | 15.08.2013 | Courchevel (FRA)   | normalna | Słowenia | Ema Klinec [1]          | –     | [ 13 ] |
| 7 (3)  | 13.09.2013 | Niżny Tagił (RUS)  | normalna | Japonia  | Sara Takanashi [3]      | –     | [ 14 ] |
| 8 (4)  | 14.09.2013 | Niżny Tagił (RUS)  | normalna | Japonia  | Sara Takanashi [4]      | –     | [ 15 ] |
| 9 (5)  | 21.09.2013 | Ałmaty (KAZ)       | normalna | Japonia  | Sara Takanashi [5]      | –     | [ 16 ] |
| 10 (6) | 22.09.2013 | Ałmaty (KAZ)       | normalna | Japonia  | Sara Takanashi [6]      | –     | [ 17 ] |

#### 2014
| Lp.    | Data       | Miejscowość  | Skocznia |         | Zwyciężczyni       | Uwagi | Źr.    |
| ------ | ---------- | ------------ | -------- | ------- | ------------------ | ----- | ------ |
| 11 (1) | 20.09.2014 | Ałmaty (KAZ) | normalna | Japonia | Sara Takanashi [7] | –     | [ 18 ] |
| 12 (2) | 21.09.2014 | Ałmaty (KAZ) | normalna | Japonia | Sara Takanashi [8] | –     | [ 19 ] |

#### 2015
| Lp.    | Data       | Miejscowość       | Skocznia |         | Zwyciężczyni        | Uwagi | Źr.    |
| ------ | ---------- | ----------------- | -------- | ------- | ------------------- | ----- | ------ |
| 13 (1) | 14.08.2015 | Courchevel (FRA)  | normalna | Japonia | Sara Takanashi [9]  | –     | [ 20 ] |
| 14 (2) | 05.09.2015 | Czajkowskij (RUS) | normalna | Japonia | Sara Takanashi [10] | –     | [ 21 ] |
| 15 (3) | 06.09.2015 | Czajkowskij (RUS) | normalna | Japonia | Sara Takanashi [11] | –     | [ 22 ] |
| 16 (4) | 12.09.2015 | Ałmaty (KAZ)      | normalna | Japonia | Sara Takanashi [12] | –     | [ 23 ] |
| 17 (5) | 13.09.2015 | Ałmaty (KAZ)      | normalna | Japonia | Sara Takanashi [13] | –     | [ 24 ] |

#### 2016
| Lp.    | Data       | Miejscowość       | Skocznia |         | Zwyciężczyni        | Uwagi | Źr.    |
| ------ | ---------- | ----------------- | -------- | ------- | ------------------- | ----- | ------ |
| 18 (1) | 16.07.2016 | Courchevel (FRA)  | normalna | Japonia | Sara Takanashi [14] | –     | [ 25 ] |
| 19 (2) | 10.09.2016 | Czajkowskij (RUS) | normalna | Japonia | Sara Takanashi [15] | –     | [ 26 ] |
| 20 (3) | 11.09.2016 | Czajkowskij (RUS) | normalna | Japonia | Sara Takanashi [16] | –     | [ 27 ] |

#### 2017
| Lp.    | Data       | Miejscowość                  | Skocznia |         | Zwyciężczyni          | Uwagi | Źr.    |
| ------ | ---------- | ---------------------------- | -------- | ------- | --------------------- | ----- | ------ |
| 21 (1) | 11.08.2017 | Courchevel (FRA)             | normalna | Niemcy  | Katharina Althaus [1] | –     | [ 28 ] |
| 22 (2) | 18.08.2017 | Frenštát pod Radhoštěm (CZE) | normalna | Japonia | Yūki Itō [1]          | –     | [ 29 ] |
| 23 (3) | 19.08.2017 | Frenštát pod Radhoštěm (CZE) | normalna | Japonia | Sara Takanashi [17]   | –     | [ 30 ] |
| 24 (4) | 09.09.2017 | Czajkowskij (RUS)            | normalna | Japonia | Sara Takanashi [18]   | –     | [ 31 ] |
| 25 (5) | 10.09.2017 | Czajkowskij (RUS)            | normalna | Japonia | Sara Takanashi [19]   | –     | [ 32 ] |

#### 2018
| Lp.    | Data       | Miejscowość                  | Skocznia |          | Zwyciężczyni        | Uwagi | Źr.    |
| ------ | ---------- | ---------------------------- | -------- | -------- | ------------------- | ----- | ------ |
| 26 (1) | 28.07.2018 | Hinterzarten (GER)           | normalna | Japonia  | Sara Takanashi [20] | –     | [ 33 ] |
| 27 (2) | 10.08.2018 | Courchevel (FRA)             | duża     | Japonia  | Sara Takanashi [21] | –     | [ 34 ] |
| 28 (3) | 17.08.2018 | Frenštát pod Radhoštěm (CZE) | normalna | Japonia  | Sara Takanashi [22] | –     | [ 35 ] |
| 29 (4) | 18.08.2018 | Frenštát pod Radhoštěm (CZE) | normalna | Japonia  | Sara Takanashi [23] | –     | [ 36 ] |
| 30 (5) | 09.09.2018 | Czajkowskij (RUS)            | duża     | Słowenia | Ema Klinec [2]      | –     | [ 37 ] |

#### 2019
| Lp.    | Data       | Miejscowość                  | Skocznia |          | Zwyciężczyni        | Uwagi | Źr.    |
| ------ | ---------- | ---------------------------- | -------- | -------- | ------------------- | ----- | ------ |
| 31 (1) | 26.07.2019 | Hinterzarten (GER)           | normalna | Japonia  | Sara Takanashi [24] | –     | [ 38 ] |
| 32 (2) | 09.08.2019 | Courchevel (FRA)             | duża     | Japonia  | Sara Takanashi [25] | –     | [ 39 ] |
| 33 (3) | 18.08.2019 | Frenštát pod Radhoštěm (CZE) | normalna | Słowenia | Nika Križnar [1]    | –     | [ 40 ] |

#### 2020
| Lp.    | Data       | Miejscowość                  | Skocznia |          | Zwyciężczyni     | Uwagi | Źr.    |
| ------ | ---------- | ---------------------------- | -------- | -------- | ---------------- | ----- | ------ |
| 34 (1) | 15.08.2020 | Frenštát pod Radhoštěm (CZE) | normalna | Słowenia | Nika Križnar [2] | –     | [ 41 ] |

#### 2021
| Lp.    | Data       | Miejscowość                  | Skocznia |          | Zwyciężczyni         | Uwagi | Źr.    |
| ------ | ---------- | ---------------------------- | -------- | -------- | -------------------- | ----- | ------ |
| 35 (1) | 17.07.2021 | Wisła (POL)                  | duża     | Słowenia | Urša Bogataj [1]     | –     | [ 42 ] |
| 36 (2) | 18.07.2021 | Wisła (POL)                  | duża     | Słowenia | Urša Bogataj [2]     | –     | [ 43 ] |
| 37 (3) | 06.08.2021 | Courchevel (FRA)             | duża     | Słowenia | Urša Bogataj [3]     | –     | [ 44 ] |
| 38 (4) | 15.08.2021 | Frenštát pod Radhoštěm (CZE) | normalna | Japonia  | Sara Takanashi [26]  | –     | [ 45 ] |
| 39 (5) | 11.09.2021 | Czajkowskij (RUS)            | duża     | Słowenia | Urša Bogataj [4]     | –     | [ 46 ] |
| 40 (6) | 12.09.2021 | Czajkowskij (RUS)            | duża     | Rosja    | Irina Awwakumowa [1] | –     | [ 47 ] |
| 41 (7) | 02.10.2021 | Klingenthal (GER)            | duża     | Austria  | Marita Kramer [1]    | –     | [ 48 ] |

### Klasyfikacje zawodniczek

#### Klasyfikacja wszech czasów
W tabeli podano zawodniczki według liczby zwycięstw w indywidualnych konkursach Letniego Grand Prix kobiet w skokach narciarskich.
| Lp. | Zawodniczka         | Liczba zwycięstw |
| --- | ------------------- | ---------------- |
| 1.  | Sara Takanashi      | 26               |
| 2.  | Urša Bogataj        | 4                |
| 3.  | Ema Klinec          | 2                |
| 3.  | Nika Križnar        | 2                |
| 3.  | Alexandra Pretorius | 2                |
| 6.  | Katharina Althaus   | 1                |
| 6.  | Irina Awwakumowa    | 1                |
| 6.  | Daniela Iraschko    | 1                |
| 6.  | Yūki Itō            | 1                |
| 6.  | Marita Kramer       | 1                |

#### Klasyfikacja według sezonów
W tabeli przedstawiono zawodniczki z największą liczbą zwycięstw w indywidualnych konkursach Letniego Grand Prix kobiet w poszczególnych sezonach.
| Sezon | Zawodnik       | Liczba zwycięstw |
| ----- | -------------- | ---------------- |
| 2012  | Sara Takanashi | 2                |
| 2013  | Sara Takanashi | 4                |
| 2014  | Sara Takanashi | 2                |
| 2015  | Sara Takanashi | 5                |
| 2016  | Sara Takanashi | 3                |
| 2017  | Sara Takanashi | 3                |
| 2018  | Sara Takanashi | 4                |
| 2019  | Sara Takanashi | 2                |
| 2020  | Nika Križnar   | 1                |
| 2021  | Urša Bogataj   | 4                |

## Konkursy drużynowe

### Zwyciężczynie chronologicznie

#### 2012
| Lp.   | Data       | Miejscowość        | Skocznia | Zwycięzca     | Zwycięzca                      | Uwagi | Źr.    |
| Lp.   | Data       | Miejscowość        | Skocznia | Reprezentacja | Skład                          | Uwagi | Źr.    |
| ----- | ---------- | ------------------ | -------- | ------------- | ------------------------------ | ----- | ------ |
| 1 (1) | 14.08.2012 | Courchevel (FRA)   | normalna | Japonia [1]   | Yūki Itō [1]                   | mikst | [ 49 ] |
| 1 (1) | 14.08.2012 | Courchevel (FRA)   | normalna | Japonia [1]   | Sara Takanashi [1]             | mikst | [ 49 ] |
| 1 (1) | 14.08.2012 | Courchevel (FRA)   | normalna | Japonia [1]   | Noriaki Kasai                  | mikst | [ 49 ] |
| 1 (1) | 14.08.2012 | Courchevel (FRA)   | normalna | Japonia [1]   | Yūta Watase                    | mikst | [ 49 ] |
| 2 (2) | 18.08.2012 | Hinterzarten (GER) | normalna | Austria [1]   | Jacqueline Seifriedsberger [1] | mikst | [ 50 ] |
| 2 (2) | 18.08.2012 | Hinterzarten (GER) | normalna | Austria [1]   | Daniela Iraschko [1]           | mikst | [ 50 ] |
| 2 (2) | 18.08.2012 | Hinterzarten (GER) | normalna | Austria [1]   | Michael Hayböck                | mikst | [ 50 ] |
| 2 (2) | 18.08.2012 | Hinterzarten (GER) | normalna | Austria [1]   | Gregor Schlierenzauer          | mikst | [ 50 ] |

#### 2013
| Lp.   | Data       | Miejscowość        | Skocznia | Zwycięzca     | Zwycięzca          | Uwagi | Źr.    |
| Lp.   | Data       | Miejscowość        | Skocznia | Reprezentacja | Skład              | Uwagi | Źr.    |
| ----- | ---------- | ------------------ | -------- | ------------- | ------------------ | ----- | ------ |
| 3 (1) | 27.07.2013 | Hinterzarten (GER) | normalna | Japonia [2]   | Yūki Itō [2]       | mikst | [ 51 ] |
| 3 (1) | 27.07.2013 | Hinterzarten (GER) | normalna | Japonia [2]   | Noriaki Kasai      | mikst | [ 51 ] |
| 3 (1) | 27.07.2013 | Hinterzarten (GER) | normalna | Japonia [2]   | Sara Takanashi [2] | mikst | [ 51 ] |
| 3 (1) | 27.07.2013 | Hinterzarten (GER) | normalna | Japonia [2]   | Yūta Watase        | mikst | [ 51 ] |
| 4 (2) | 14.08.2013 | Courchevel (FRA)   | duża     | Niemcy [1]    | Svenja Würth [1]   | mikst | [ 52 ] |
| 4 (2) | 14.08.2013 | Courchevel (FRA)   | duża     | Niemcy [1]    | Michael Neumayer   | mikst | [ 52 ] |
| 4 (2) | 14.08.2013 | Courchevel (FRA)   | duża     | Niemcy [1]    | Ulrike Gräßler [1] | mikst | [ 52 ] |
| 4 (2) | 14.08.2013 | Courchevel (FRA)   | duża     | Niemcy [1]    | Andreas Wellinger  | mikst | [ 52 ] |

#### 2018
| Lp.   | Data       | Miejscowość       | Skocznia | Zwycięzca     | Zwycięzca           | Uwagi | Źr.    |
| Lp.   | Data       | Miejscowość       | Skocznia | Reprezentacja | Skład               | Uwagi | Źr.    |
| ----- | ---------- | ----------------- | -------- | ------------- | ------------------- | ----- | ------ |
| 5 (1) | 08.09.2018 | Czajkowskij (RUS) | duża     | Japonia [3]   | Nozomi Maruyama [1] | mikst | [ 53 ] |
| 5 (1) | 08.09.2018 | Czajkowskij (RUS) | duża     | Japonia [3]   | Yukiya Satō         | mikst | [ 53 ] |
| 5 (1) | 08.09.2018 | Czajkowskij (RUS) | duża     | Japonia [3]   | Sara Takanashi [3]  | mikst | [ 53 ] |
| 5 (1) | 08.09.2018 | Czajkowskij (RUS) | duża     | Japonia [3]   | Junshirō Kobayashi  | mikst | [ 53 ] |

#### 2019
| Lp.   | Data       | Miejscowość        | Skocznia | Zwycięzca     | Zwycięzca            | Uwagi | Źr.    |
| Lp.   | Data       | Miejscowość        | Skocznia | Reprezentacja | Skład                | Uwagi | Źr.    |
| ----- | ---------- | ------------------ | -------- | ------------- | -------------------- | ----- | ------ |
| 6 (1) | 27.07.2019 | Hinterzarten (GER) | normalna | Niemcy [2]    | Juliane Seyfarth [1] | mikst | [ 54 ] |
| 6 (1) | 27.07.2019 | Hinterzarten (GER) | normalna | Niemcy [2]    | Karl Geiger          | mikst | [ 54 ] |
| 6 (1) | 27.07.2019 | Hinterzarten (GER) | normalna | Niemcy [2]    | Agnes Reisch [1]     | mikst | [ 54 ] |
| 6 (1) | 27.07.2019 | Hinterzarten (GER) | normalna | Niemcy [2]    | Richard Freitag      | mikst | [ 54 ] |

#### 2021
| Lp.    | Data       | Miejscowość       | Skocznia | Zwycięzca     | Zwycięzca             | Uwagi | Źr.    |
| Lp.    | Data       | Miejscowość       | Skocznia | Reprezentacja | Skład                 | Uwagi | Źr.    |
| ------ | ---------- | ----------------- | -------- | ------------- | --------------------- | ----- | ------ |
| 32 (1) | 12.09.2021 | Czajkowskij (RUS) | duża     | Norwegia [4]  | Anna Odine Strøm [1]  | mikst | [ 55 ] |
| 32 (1) | 12.09.2021 | Czajkowskij (RUS) | duża     | Norwegia [4]  | Johann André Forfang  | mikst | [ 55 ] |
| 32 (1) | 12.09.2021 | Czajkowskij (RUS) | duża     | Norwegia [4]  | Silje Opseth [1]      | mikst | [ 55 ] |
| 32 (1) | 12.09.2021 | Czajkowskij (RUS) | duża     | Norwegia [4]  | Halvor Egner Granerud | mikst | [ 55 ] |

### Klasyfikacje drużyn

#### Klasyfikacja wszech czasów
W tabeli podano reprezentacje według liczby zwycięstw w konkursach drużyn mieszanych Letniego Grand Prix w skokach narciarskich. Do 2020 roku nie zorganizowano konkursu drużynowego kobiet.
| Lp. | Reprezentacja | Liczba zwycięstw |
| --- | ------------- | ---------------- |
| 1.  | Japonia       | 3                |
| 2.  | Niemcy        | 2                |
| 3.  | Austria       | 1                |
| 3.  | Norwegia      | 1                |

#### Klasyfikacja według sezonów
W tabeli przedstawiono reprezentacje z największą liczbą zwycięstw w konkursach drużyn mieszanych podczas Letniego Grand Prix w poszczególnych sezonach.
| Sezon | Reprezentacja | Liczba zwycięstw |
| ----- | ------------- | ---------------- |
| 2012  | Austria       | 1                |
| 2012  | Japonia       | 1                |
| 2013  | Japonia       | 1                |
| 2013  | Niemcy        | 1                |
| 2018  | Japonia       | 1                |
| 2019  | Niemcy        | 1                |
| 2021  | Norwegia      | 1                |

### Klasyfikacja zawodniczek
W tabeli podano zawodniczki z co najmniej jednym zwycięstwem w konkursach drużyn mieszanych podczas Letniego Grand Prix w skokach narciarskich.
| Lp. | Zawodniczka                | Liczba zwycięstw |
| --- | -------------------------- | ---------------- |
| 1.  | Sara Takanashi             | 3                |
| 2.  | Yūki Itō                   | 2                |
| 3.  | Ulrike Gräßler             | 1                |
| 3.  | Daniela Iraschko           | 1                |
| 3.  | Nozomi Maruyama            | 1                |
| 3.  | Silje Opseth               | 1                |
| 3.  | Agnes Reisch               | 1                |
| 3.  | Jacqueline Seifriedsberger | 1                |
| 3.  | Juliane Seyfarth           | 1                |
| 3.  | Anna Odine Strøm           | 1                |
| 3.  | Svenja Würth               | 1                |